# Галлісте (волость)
Га́ллісте (ест. Halliste vald) — волость в Естонії, одиниця самоврядування в повіті Вільяндімаа з 11 липня 1991 до 24 жовтня 2017 року.

## Географічні дані
Площа волості — 266,4 км2, чисельність населення на 1 січня 2017 року становила 1451 особу.

## Населені пункти
Адміністративний центр — селище Галлісте.
На території волості розташовувалися:
2 селища (alevik): Галлісте (Halliste), Ийзу (Õisu);
23 села (küla):
Вабаматсі (Vabamatsi), Вана-Карісте (Vana-Kariste), Гибемяе (Hõbemäe), Ересте (Ereste), Каарлі (Kaarli), Калвре (Kalvre), Кулла (Kulla), Мару (Maru), Миинасте (Mõõnaste), Мулґі (Mulgi), Найстевалла (Naistevalla), Ніґулі (Niguli), Порнузе (Pornuse), Пяйґісте (Päigiste), Пяйдре (Päidre), Рая (Raja), Рімму (Rimmu), Саксакюла (Saksaküla), Саммасте (Sammaste), Тілла (Tilla), Тоозі (Toosi), Ууе-Карісте (Uue-Kariste), Юлемийза (Ülemõisa).

## Історія
11 липня 1991 року Галлістеська сільська рада була перетворена у волость зі статусом самоврядування.
24 жовтня 2017 року після оголошення результатів виборів в органи місцевого самоврядування офіційно утворена волость Мулґі шляхом об'єднання територій міста-муніципалітету Мийзакюла та волостей Аб'я, Галлісте й Карксі.